# Adela Rogers St. Johns
Adela Rogers St. Johns (ur. 20 maja 1894 w Los Angeles, zm. 10 sierpnia 1988) – amerykańska dziennikarka, prozaiczka i scenarzystka filmowa.

## Filmografia
scenarzystka
- 1927: Patent Leather Kid, The
- 1932: Królestwo zwierząt (film 1932)
- 1934: Miss Fane's Baby Is Stolen

## Nagrody i nominacje
Za materiał do scenariusza filmu What Price Hollywood? została nominowana do Oscara.